# Особо опасные вредные организмы
Особо опасные вредные организмы (в защите растений) — вредные организмы, периодически (не менее двух лет за десятилетие) создающие угрозу чрезвычайных ситуаций на территории одного и более субъектов Российской Федерации, способные при массовом размножении и (или) распространении вызывать имущественный ущерб, связанный с утилизацией продукции (более 30 %), снижением её качества и потребительской ценности. Термин использует, например, Кодекс РФ «Об административных правонарушениях», статья 10.1.
Всероссийским НИИ защиты растений Россельхозакадемии подготовлен Перечень особо опасных для продукции растительного происхождения вредных организмов.

## А. Вредители сельскохозяйственных растений
Мышевидные грызуны (на зерновых):
- Обыкновенная полёвка (Microtus arvalis (Pallas))
- Восточноевропейская полёвка (Microtus levis Miller)

Саранчовые — стадные, нестадные (на зерновых):
- Итальянский прус (Calliptamus italicus (L.))
- Азиатская перелётная саранча (Locusta migratoria (L.)
- Мароккская саранча (Dociostaurus maroccanus (Thnb.))
- Сибирская кобылка (Aeropus sibiricus (L.))

Прочие:
- Вредная черепашка (Eurygaster integriceps Put.) (на зерновых)
- Восточная луговая совка (Mythimna separata (Walker)) (на зерновых)
- Колорадский жук (Leptinotarsa decemlineata Say) (на картофеле)
- Луговой мотылек (Loxostege sticticalis L.) (на сахарной свекле, подсолнечнике, сое)

## Б. Вредители леса
- Листовёртка зелёная дубовая (Tortrix viridana L.)
- Непарный шелкопряд (Lymantria dispar L.) (европейская раса)
- Сосновая пяденица (Bupalus piniarius L.)
- Сосновый шелкопряд (Dendrolimus pini L.)
- Шелкопряд-монашенка (Lymantria monacha L.)
- Сосновая совка (Panolis flammea (Denis & Schiffermüller))
- Короед типограф (Ips typographus L.)

## В. Болезни сельскохозяйственных растений
- Бурая ржавчина пшеницы — Puccinia triticina Erikss.
- Стеблевая ржавчина пшеницы — Puccinia graminis f. sp. tritici Erikss. et Henning
- Желтая ржавчина пшеницы — Puccinia striiformis West.
- Септориоз листьев пшеницы — Septoria tritici Roberge ex Desm.
- Септориоз колоса пшеницы — Septoria nodorum (Berk.) Berk. (=Phaeosphaeria nodorum (E.Müll.) Hedjar.)
- Бурая ржавчина ржи — Puccinia dispersa Erikss. et P.Henn.
- Стеблевая ржавчина ржи — Puccinia graminis f. sp. secalis Erikss. et Henning
- Фузариоз колоса — Fusarium spp.
- Головня
  - Стеблевая головня пшеницы — Urocystis tritici Koern
  - Твердая головня пшеницы — Tilletia caries (DC.) Tul.
  - Твердая гладкая головня пшеницы — Tilletia laevis Kühn
  - Карликовая головня пшеницы — Tilletia controversa Kühn
  - Пыльная головня пшеницы — Ustilago tritici (Pers.) Rostr.
  - Пыльная головня ячменя — Ustilago nuda (Jens.) Kellerm et Swingle
  - Твердая головня ячменя — Ustilago hordei (Pers.) Lagerh
  - Пыльная головня овса — Ustilago avenae (Pers.) Rostr.
  - Твердая головня овса — Ustilago kolleri Wille
- Фитофтороз — Phytophthora infestans de Bary (картофеля и томата)
- Белая гниль подсолнечника — Sclerotinia sclerotiorum de Bary
- Серая гниль подсолнечника — Botryotinia fuckeliana (de Bary) Whetzel
- Вирус желтой карликовости ячменя — en:Barley Yellow Dwarf luteovirus

## Г. Сорные растения на стратегических сельскохозяйственных культурах
- Бодяк щетинистый (Cirsium setosum (Willd.) Bess.)
- Вьюнок полевой (Convolvulus arvensis L.)
- Овсюг обыкновенный (Avena fatua L.)
- Осот полевой (Sonchus arvensis L.)
- Пырей ползучий (Elytrigia repens (L.) Nevski)